# 耶尔德兹钟楼

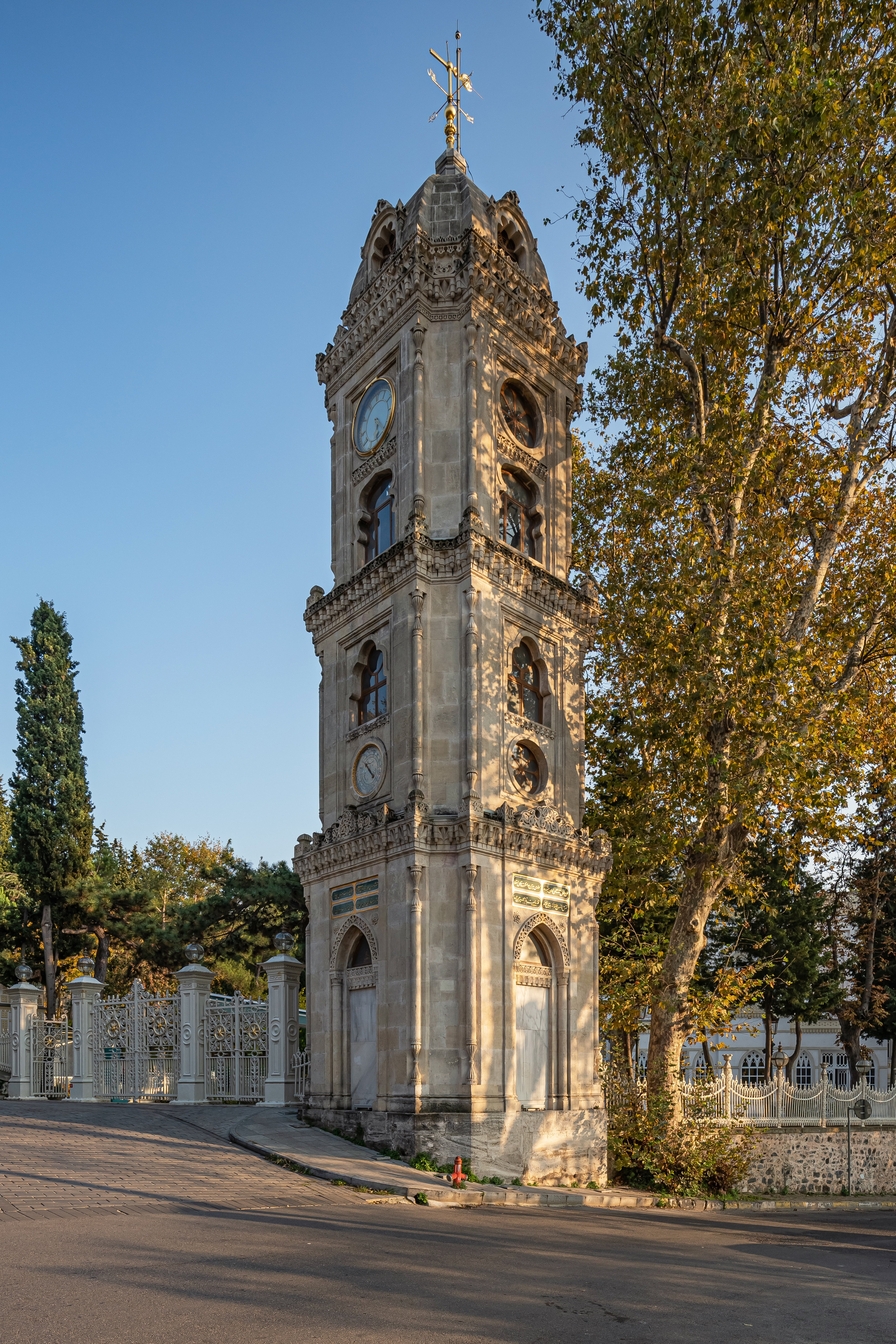
耶尔德兹钟楼

耶尔德兹钟楼（土耳其語：Yıldız Saat Kulesi）是土耳其伊斯坦布尔的一座钟楼，位于博斯普鲁斯海峡欧洲一侧的贝西克塔什区，毗邻 耶尔德兹哈米迪耶清真寺。 
耶尔德兹钟楼由奥斯曼帝国苏丹阿卜杜勒-哈米德二世下令修建于1889年，1890年建成。
这是一座三层建筑，奥斯曼建筑和新哥特式风格，八角形平面。一楼外面有题字，二楼有温度计和气压表，而顶楼是钟室。屋顶上为一个罗盘。